# Shahbaz
Shahbaz (in alfabeto Shahmukhī: شہباز) è un nome proprio di persona urdu, punjabi e persiano maschile.

## Varianti
- Maschili: Shabazz

## Origine e diffusione
È composto dai termini persiani شاه (šâh, "scià", "re", "imperatore") e باز (bâz, "falco"), e significa quindi "falco reale", "falco del re".

## Persone
- Shahbaz Bhatti, politico pakistano

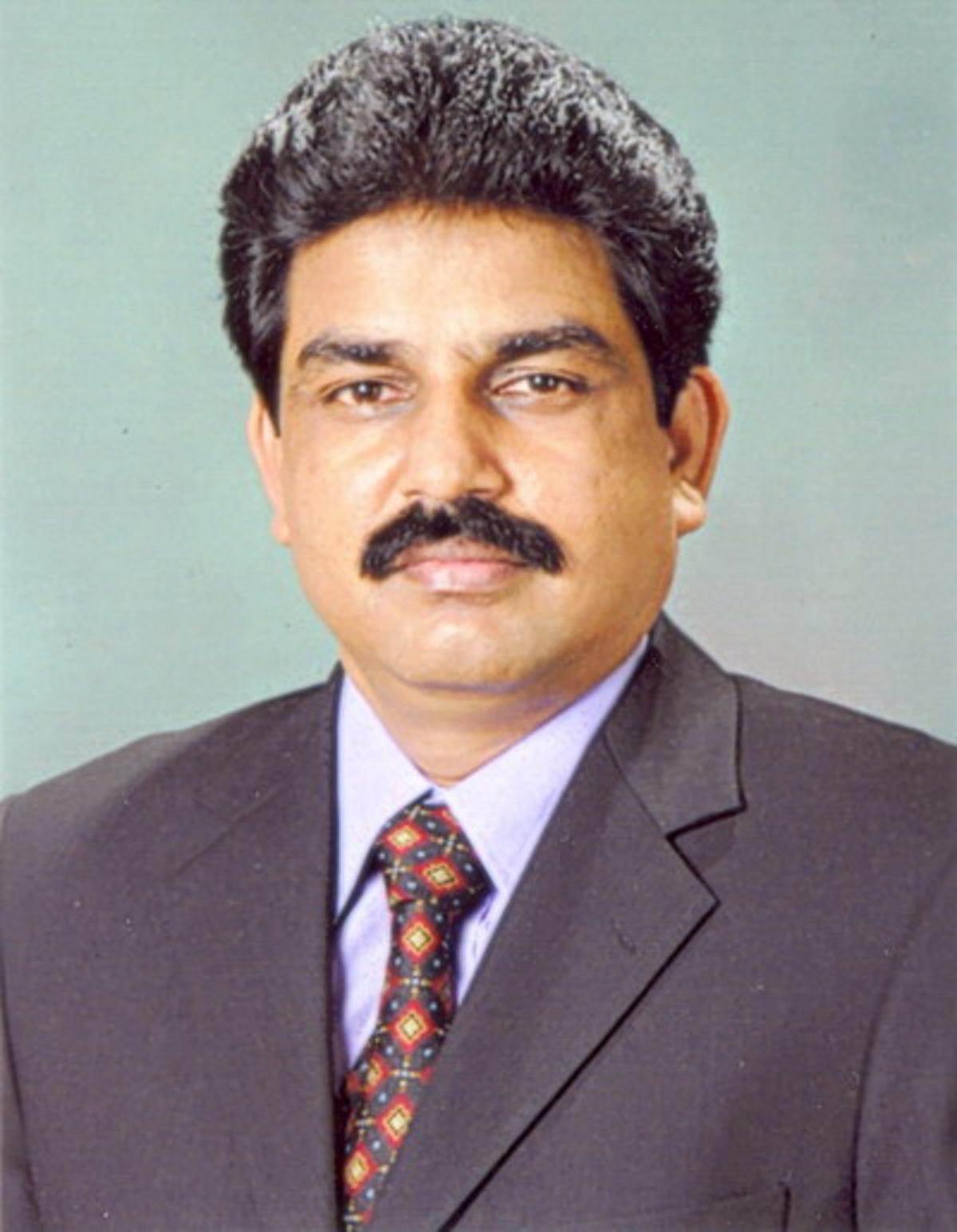
Shabhaz Bhatti

- Shahbaz Younas, calciatore pakistano

### Variante Shabazz
- Shabazz Napier, cestista statunitense
- Shabazz Muhammad, cestista statunitense